# Kedah Open 1935
Die Kedah Open 1935 im Badminton fanden an mehreren Wochenenden des Jahres 1935 in Kedah, Malaysia statt. Die letzten Finalspiele wurden Mitte Mai ausgetragen.

## Sieger und Finalisten
| Disziplin    | Sieger                     | Finalist                     | Ergebnis    |
| ------------ | -------------------------- | ---------------------------- | ----------- |
| Herreneinzel | Wong Wei Kee               | Chew Bian Chye               | 18-16, 15-4 |
| Dameneinzel  | Chan Mee Yong              | -                            | -           |
| Herrendoppel | Wong Wei Kee Liew Ah Sit   | Wong Seow Kee Chew Bian Chye |             |
| Mixed        | Wong Wei Kee Chan Mee Yong | Wong Seow Kee P. G. Chong    |             |